# Daemonorops microcarpa
Daemonorops microcarpa är en enhjärtbladig växtart som beskrevs av Karl Ewald Maximilian Burret. Daemonorops microcarpa ingår i släktet Daemonorops och familjen Arecaceae.
Artens utbredningsområde är Sumatera. Inga underarter finns listade i Catalogue of Life.